# Laserdiode
En laserdiode er en speciel form for diode af halvleder-materiale, af nogenlunde samme slags som i lysdioder. I laserdioden hersker der specielle forhold for elektronerne i halvledernes krystalstruktur, som gør dioden til et aktivt lasermedium der udsender en laserstråle; et snævert strålebundt af lys med en veldefineret bølgelængde, og dermed en bestemt farve.

## Sådan virker en laserdiode
Som alle halvlederdioder består laserdioden af en pn-overgang i et halvledermateriale, dog sjældent silicium. Når der sendes strøm igennem en diode i lederetningen, trænger nogle af de "overskydende" elektroner fra n-området ind i p-området, og huller ("ledige pladser" hvor der "mangler" en elektron) fra p-området trænger ind i n-området. Normalt vil elektronerne hurtigt finde et hul, og når de "falder i", frigives en smule energi i form af en foton eller "lyspartikel" – det er dét der foregår i en lysdiode.
Det særlige ved laserdioden er, at hullerne og de frie elektroner kan færdes side om side i nogen tid (nogle mikrosekunder), før elektronen "falder i" hullet. "Faldet" kan udløses af en passerende foton med den rigtige bølgelængde. Dette er stimuleret fotonudsendelse. Desuden har den foton, der blev udsendt under stimuleringen ved en kvantemekanisk effekt, samme retning og fase som den passerende foton. I princippet kan én foton stimulere en byge af fotoner på sin vej gennem laserdiodens aktive del – et aktivt lasende medium. Ved at spejle noget i 2 ender af dette medium, opnår man favorisering af stimulering i spejlenes retning. Derfor vil en stor af lyset blive sendt frem og tilbage mellem spejlene – og ved hver tur vil strålen blive forstærket. Noget af laserstrålen passerer gennem en af spejlene og kan nu anvendes.
I bogstaveligste forstand er det lasende område en fotonforstærker.

## Laserdioder i dagligdagen
Laserdioder er små, kompakte og relativt energieffektive sammenlignet med andre slags lasere, og de bruges til en lang række forskellige praktiske formål, eksempelvis:
- Telekommunikation: Laserdiodens lys kan moduleres (populært sagt: tændes og slukkes) ekstremt hurtigt med elektroniske signaler, og det er nemt at koble laserlyset ind i en optisk fiber.
- Afspillere og "drev" for CD-, CD-ROM- og DVD-skiver bruger en infrarød eller rød laserdiode til at læse og evt. skrive på skiven.
- Laserdioden bruges også i små batteri-drevne "laser-pegepinde", laserbaserede sigtemidler til skydevåben og måleinstrumenter m.v.
- I nyere eksemplarer af de stregkode-læsere man ofte finder i supermarkeder, kommer laserstrålen fra en laserdiode.

Før udviklingen af brugbare og pålidelige laserdioder brugte man små Helium-Neon-lasere i bl.a. CD-afspillere og stregkodelæsere.